# Sadie Sink
Sadie Sink, née le 16 avril 2002 à Brenham, Texas (États-Unis) est une actrice et mannequin américaine.
Elle se fait mondialement connaître pour son rôle de Maxine Mayfield dans la série Stranger Things, en 2017.

## Biographie

### Jeunesse
Sadie Élisabeth Sink est née le 16 avril 2002 à Brenham, Texas (États-Unis). Elle a des origines irlandaises, anglaises et allemandes. Son père est entraîneur de football américain. Elle a trois frères aînés, prénommés Caleb, Spencer et Mitchell et une sœur cadette, prénommée Jacey.

### Carrière
En raison de son engouement  pour High School Musical, alors qu'elle est âgée de sept ans, sa mère l'envoie suivre des cours de théâtre à proximité de Houston. L'année suivante, Sadie Sink décroche le rôle d'Annie dans la comédie musicale homonyme.
En 2013, elle apparaît dans la série The Americans, primée aux Emmy Awards.
En 2016, Sadie Sink est à l'affiche du film dramatique Outsider, puis, en 2017, du film américain Le Château de verre.
Lors du tournage du film Le Château de verre, Sadie Sink devient proche de Woody Harrelson et de sa fille, Makani ; alors qu'elle est déjà végétarienne, ils l'entraînent à devenir végane.
Depuis 2017, elle interprète le personnage de Maxine Mayfield dans la série Stranger Things, sur Netflix.
En 2019, Sadie Sink apparaît dans le film d'horreur Eli.
En 2021, elle est la protagoniste dans le clip musical All too well de Taylor Swift pour la publication de son album Red (Taylor's Version). Elle apparait également dans la trilogie Fear Street produite par Leigh Janiak. Cette trilogie de trois films d'horreur est l'adaptation des livres Fear Street de R. L. Stine. Cette série de trois films est disponible sur la plateforme Netflix.
En 2022, elle apparaît aux côtés de Brendan Fraser dans le film de Darren Aronofsky produit par A24, The Whale.
En 2023, elle annonce sur son compte Instagram qu'elle rejoint Giorgio Armani (entreprise) en tant que nouvelle ambassadrice mondiale.
En 2024, elle interprète Mazzy Monroe, fille de Ben Monroe dans le film A Sacrifice produit par Jordan Scott.
En 2025, elle retourne à Broadway dans le rôle de Shelby Holcomb de John Proctor is the Villain. Elle interprète également O'Dessa dans le film dramatique musical post-apocalyptique écrit et réalisé par Geremy Jasper, O'Dessa. Elle assiste également à son tout premier Met Gala, vêtue d'une robe en satin noir au décolleté plongeant et à la traîne spectaculaire, portée sur un cache-cœur en dentelle fleurie.

## Filmographie

### Cinéma
- 2016 : Outsider de Philippe Falardeau : Kimberly, à 11 ans
- 2017 : Le Château de verre de Destin Daniel Cretton : Lori Walls, à 12 ans
- 2019 : Eli de Ciarán Foy : Haley[8]
- 2021 : Fear Street, partie 2 : 1978 de Leigh Janiak : Christine Berman, jeune
- 2021 : Fear Street, partie 3 : 1666 de Leigh Janiak : Christine Berman, jeune / Constance
- 2022 : Dear Zoe de Gren Wells : Tess DeNunzio
- 2022 : The Whale de Darren Aronofsky : Ellie
- 2024 : Berlin Nobody (A Sacrifice) de Jordan Scott : Mazzy
- 2025 : O'Dessa de Geremy Jasper : O'Dessa
- 2026 : Spider-Man: Brand New Day de Destin Daniel Cretton

### Télévision
- 2013 : The Americans (série TV, S1 Ep08) : Lana
- 2014 : Blue Bloods (série TV, S4 Ep16) : Daisy
- 2015 : American Odyssey (série TV) : Suzanne Ballard
- 2016 : Unbreakable Kimmy Schmidt   (série TV, S2 Ep12) : "Tween Girl"
- depuis 2017 : Stranger Things (série TV) : Maxine Mayfield

### Clips musicaux
- 2021 : All Too Well : The Short Film de Taylor Swift[9]

## Distinctions

### Récompenses
- 2018 : Hollywood International Independent Documentary Awards du meilleur documentaire pour Dominion partagée avec Joaquin Phoenix, Rooney Mara, Sia, Katherine von Drachenberg et Chris Delforce
- 2022 : Hollywood Critics Association TV Awards de la meilleure actrice dans un second rôle dans une série télévisée dramatique  pour Stranger Things
- 2022 : Woods Hole Film Festival de la meilleure jeune actrice pour Dear Zoe

### Nominations
- 2018 : MTV Movie + TV Awards de la meilleure équipe à l'écran dans une série télévisée dramatique  pour Stranger Things partagée avec Gaten Matarazzo, Finn Wolfhard, Caleb McLaughlin et Noah Schnapp
- Screen Actors Guild Awards 2018 : Meilleure distribution pour une série dramatique pour Stranger Things partagée avec Sean Astin, Millie Bobby Brown, Cara Buono, Joe Chrest, Catherine Curtin, Natalia Dyer, David Harbour, Charlie Heaton, Joe Keery, Gaten Matarazzo, Caleb McLaughlin, Dacre Montgomery, Paul Reiser, Winona Ryder, Noah Schnapp et Finn Wolfhard.
- Screen Actors Guild Awards 2020 : Meilleure distribution pour une série dramatique pour Stranger Things
- 2022 : Gold Derby Awards de la meilleure actrice dans un second rôle dans une série télévisée dramatique  pour Stranger Things
- 2022 : Indiana Film Journalists Association Awards de la meilleure actrice dans un second rôle pour The Whale
- 2022 : Las Vegas Film Critics Society Awards de la meilleure jeune interprète féminine pour The Whale
- 2022 : International Online Cinema Awards de la meilleure actrice dans un second rôle dans une série télévisée dramatique  pour Stranger Things
- 2022 : MTV Movie + TV Awards de la performance la plus effrayante pour Fear Street, partie 2 : 1978
- 2022 : Online Film & Television Association Awards de la meilleure actrice dans une série télévisée dramatique  pour Stranger Things
- Saturn Awards 2022 : Meilleur  jeune acteur dans un programme en streaming dans une série télévisée dramatique pour Stranger Things
- 2022 : Washington DC Area Film Critics Association Awards de la meilleure jeune actrice dans un second rôle pour The Whale
- 2023 : EDA Female Focus Awards du meilleur espoir féminin pour The Whale
- 2023 : CinEuphoria Awards (es) de la meilleure actrice pour The Whale
- Critics' Choice Movie Awards 2023 : Meilleur espoir pour The Whale
- 2023 : Kids' Choice Awards de la star féminine TV préférée dans une série télévisée dramatique  pour Stranger Things
- 2023 : Music City Film Critics' Association Awards de la meilleure jeune actrice pour The Whale
- 2023 : MTV Movie + TV Awards de la meilleure performance féminine dans une série télévisée dramatique  pour Stranger Things
- 2025 : Drama League Awards de la production exceptionnelle d'une pièce de théâtre pour John Proctor Is the Villain.
- 2025 : Tony Awards de la meilleure performance d'une actrice dans un rôle principal dans une pièce de théâtre pour John Proctor Is the Villain.
- 2025 : Broadway.com Audience Choice Awards de l'actrice principale préférée dans une pièce pour John Proctor Is the Villain.
- 2025 : Broadway.com Audience Choice Awards de la performance de l'année pour John Proctor Is the Villain.